# Riserva naturale del Bosco del Vaj
La riserva naturale del Bosco del Vaj è un'area naturale protetta, più precisamente una riserva naturale a gestione regionale, istituita nel 1978 e situata nell'area nota come Collina Torinese nei pressi della città di Chivasso in Provincia di Torino, è gestita insieme al Parco naturale della Collina di Superga e al Parco fluviale del Po-tratto torinese dall'Ente di gestione delle aree protette del Po torinese, conosciuto anche come Parco naturale della Collina Torinese.
La riserva comprende parte dell'area del Sito di interesse comunitario Bosco del Vaj e Bosc Grand (IT1110009).

## Territorio

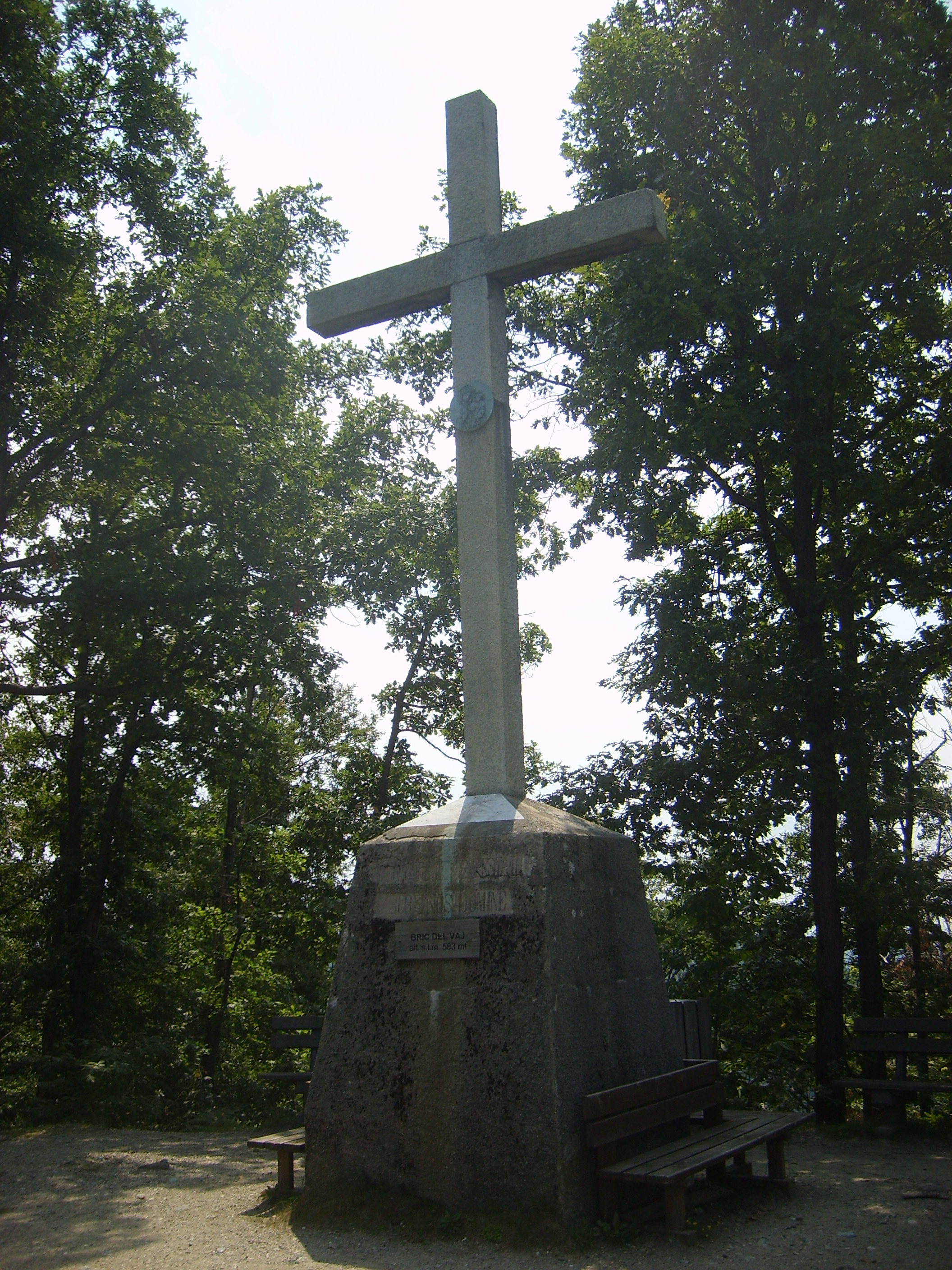
La grande croce posta sulla sommità boscosa del Bric del Vaj (583 m slm), punto più elevato dell'intera riserva

La riserva paesaggisticamente si presenta come una collina boscata immersa tra le tante altre che la circondano, ad un chilometro a sud dell'abitato di Castagneto Po.
Nel punto più alto della riserva, la sommità del Bric del Vaj (583 m s.l.m.), è posta una grande croce di vetta ed è il punto di arrivo di tre percorsi di visita ed escursionismo.

## Storia
I motivi per i quali si decise di tutelare quest'area, localizzata nel settore orientale della Collina Torinese, sono da ricercare nella tipologia del bosco, un ceduo composto, con prevalenza di castagno e matricine di rovere e faggio.
Il faggio in particolare rappresenta qui un relitto glaciale, "rifugiatosi" nelle zone più fresche dalla Collina Torinese a seguito dell'arretramento dei ghiacci nell'ultima era glaciale, e capace di mantenere caratteristiche ancora d'altofusto. La gestione tradizionale del ceduo con tagli molto frequenti avrebbe comportato grosse difficoltà per la conservazione del faggio, mentre l'istituzione della riserva prima e l'approvazione di un piano di assestamento forestale hanno dato nuovi criteri gestionali del bosco che ora si trova in una graduale conversione ad alto fusto, condizione ideale per la specie faggio.

## Fauna
Nella riserva sono presenti gli animali tipici di queste zone collinari: cinghiale, faina, volpe, tasso, riccio, scoiattolo, poiana, allocco, civetta, picchio verde, picchio nero, Lupo.

## Flora

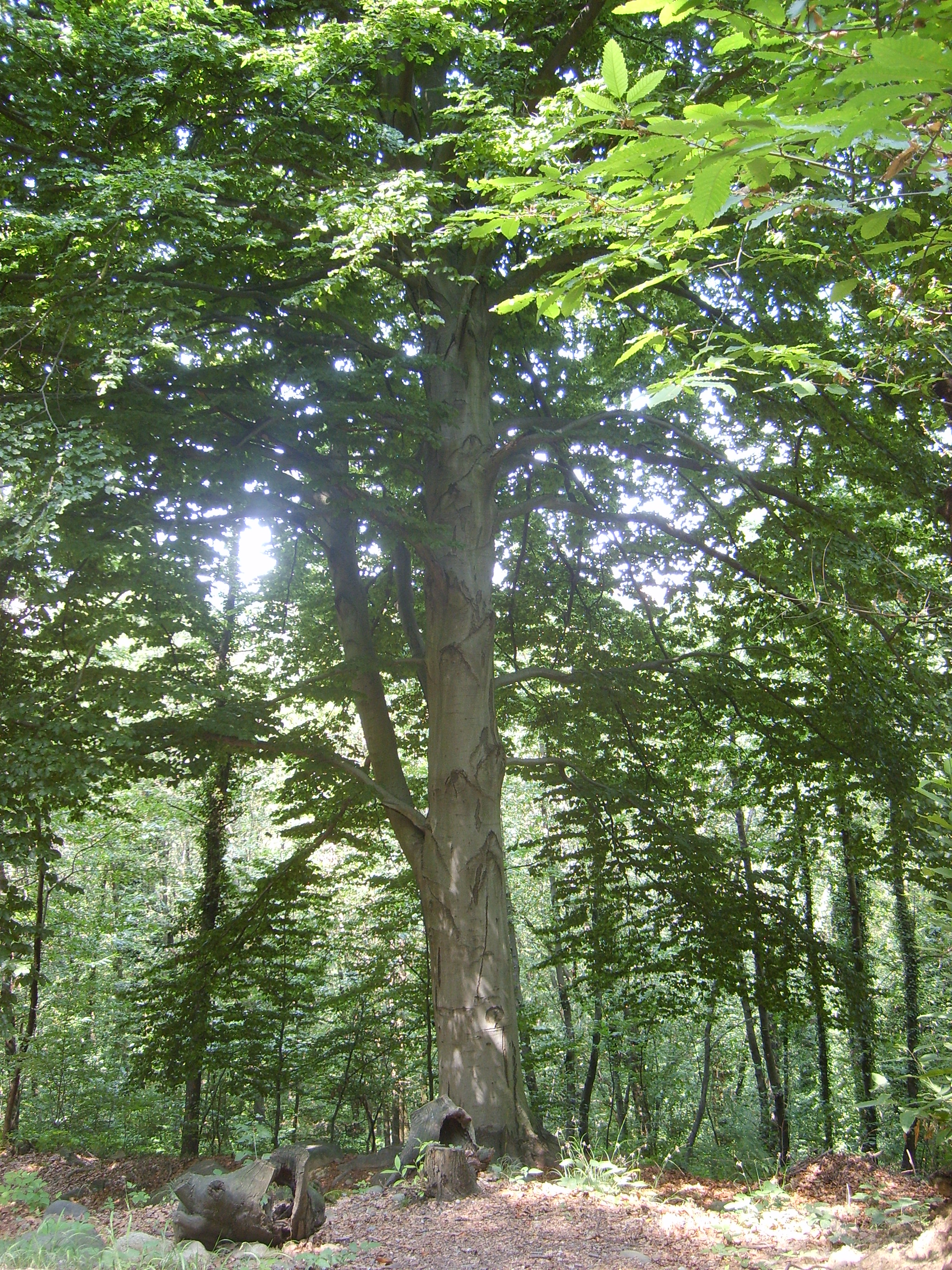
Uno dei monumentali faggi del Bosco del Vaj, pianta la cui presenza è insolita a quote così basse (300-400 m). L'istituzione della Riserva ebbe il fine di tutelare questa particolare presenza

La vegetazione presenta la caratteristica tipica della Collina Torinese con versanti settentrionali molto freschi che permettono l'inserimento di specie più proprie dell'ambito alpino o submontano (come il faggio, la barba di capra, il mughetto e i noli tangere) e caldi versanti sud in cui si possono trovare specie più termofile (pungitopo).

## Comuni
La riserva ricade interamente all'interno del territorio boscato del comune di Castagneto Po.